# Charaxes euphanes
Charaxes euphanes är en fjärilsart som beskrevs av Eugen Johann Christoph Esper 1785. Charaxes euphanes ingår i släktet Charaxes och familjen praktfjärilar. Inga underarter finns listade i Catalogue of Life.